# Ante Kuzmanić
Ante Kuzmanić (Split 12. juna 1807 — Zadar, 10. decembra 1879), doktor i novinar iz Dalmacije. Radio je kao doktor u Imotskome, od 1832. predavač na Školi za primalje u Zadru. Bio je vatreni ilirac, urednik Zore dalmatinske (1844, 1846—49), Glasnika dalmatinskog (1849), Pravdonoše (1851) i dr.
Bio je žestoki pobornik ideje da štokavska ikavica postane standardni književni jezik. Komentarisao je djelovanje Gaja i Mažuranića: "Onda im je srce zaigralo za Dubrovnikom te kasnije nisu više pisali ĕ nego ie". Boreći se za ikavicu, Kuzmanić je ijekavicu smatrao srpskim obilježjem.